# George Păunescu
George Păunescu (n. 25 ianuarie 1961, Bobicești, județul Olt) , este pictor român și restaurator de biserici. Majoritatea lucrărilor sale se regăsesc în colecțiile private din țară și din străinătate. Astfel, tablouri pe mucava, uleiuri pe pânză, acuarele și desene în cărbune au ajuns, de-a lungul timpului, în Canada, Spania, Italia, Franța, Germania, Anglia, Ungaria, Austria etc. 

## Educație și activitate profesională
În 1968, George Păunescu urmează clasele I–IV la Școala Generală din comuna natală (Bobicești, Olt). Părinții - ambii cadre didactice - își dau seama de talentul lui la desen, motiv pentru care decid ca acesta să-și continue studiile (clasele V-XII) la Liceul de Artă din Craiova (1972 - 1980). "Nu am moștenit pictura de la nimeni" - avea să-și amintească pictorul la maturitate, după lungi ani de studiu în domeniu.
În 1987, tânărul pictor devine student al Universității de Artă din București, secția Artă Murală, pe care o termină în 1994. Se specializează, mai târziu, în Restaurare Monumente de Epocă - Pictură Murală (1997 - 1999). În 2000 pleacă, pentru un an de zile, la Roma (Italia) pentru specializare în Pictură Murală Antică la "Pontificio Instituto di Archeologia Cristiana". După studii aprofundate, în anul 2009, devine doctor în Arte Plastice și Decorative.Paralel cu lumea artei, George Păunescu începe să lucreze, pentru început, la Televiziunea Română din București ca realizator TV, slujbă pe care o ocupă prin concurs în 1994. După un an de zile renunță la această funcție pentru a deveni preparator la Universitatea de Artă București. 
În anul 1996 este acceptat ca membru stagiar al Uniunii Artiștilor Plastici din România, iar în 1998 devine membru titular. Din 1998 și până în 2008 este asistent titular la Universitatea București - Facultatea de Teologie Ortodoxă, Secția Artă Sacră. În anul 1999 intră în Asociația Internațională de Arte Plastice, UNESCO, Paris.
În 2006 devine doctorand la Facultatea de Arte Plastice Timișoara unde este angajat ca lector colaborator la Secția de Restaurare. Doi ani mai târziu, în 2008, devine lector titular la Universitatea București, Facultatea de Teologie Ortodoxă, Secția de Artă Sacră.

## Aprecieri
"Un autentic simț al peisajului natural, dovedit de tineri artiști precum George Păunescu, arată convingător că filonul originar al picturii românești, cel început de Nicolae Grigorescu și Ioan Andreescu, este încă valabil și este încă fertil. În pictura pe care o practică, George Păunescu respectă cele două direcții, grigoresciană, circumscrisă pitorescului și regimului diurn, și cea andreesciană, aparținând melancoliei și regimului crepuscular, dar le combină și realizează o sinteză prin care dă curs unui timp luminos și cald al după-amiezilor de vară. Chiar dacă, uneori, pictează peisaje și iarna, predomină peisajul estival, cel al bucuriilor, al sevelor vii care pulsează mustos în lucruri, împlinit cu vagi presimțiri ale serii care va veni și ale toamnei care se anunță prin tonalitatea luminii. Priveliștile urbane, când apar, dețin, la fel, savori și spectaculozități de formă convertite cromatic și conservate în aceeași dominantă constantă și blândă. Formele își joacă luminile în culori mișcate, într-o scăzută fierbere tonală. Jocul de lumini întreține vie dinamica oricărui câmp vizual. Casele, străzile, piețele, podurile, reflexele se grăbesc să-și ofere formele, dar o fac deschis, aproape pierzându-și contururile în jubilații coloristice."

## Expoziții
Din 1987, George Păunescu începe să-și expună lucrările într-o serie de expoziții personale sau de grup. Galeriile de Artă Slatina îi găzduiesc tablourile periodic. De asemenea, îl regăsim la Galeriile „Căminul Artei” din București (1997), Galeriile de Artă Râmnicu Vâlcea (2002), Galeria „Pro Arte” din Balș (2003), Galeriile de Artă U.A.P. Craiova (2005) sau la Galeria de Artă Helios Timișoara (2010). Lucrările sale sunt prezentate și la Centrul Național pentru pregătirea cadrelor din Ministerul de Interne din Slatina, în cadrul a două expoziții personale din 2008 și 2010.
Expune în Spania, la Galeria Municipală Oviedo (2007) și la Universitatea Oviedo, Departamentul Istoria Artei (2008).
Anul 2011 începe cu două expoziții personale: "Culorile neliniștii" - la Muzeul Județean Olt, Galeria Artis din Slatina și "Misterele Omului" la Biblioteca Județeană Olt.    
Paralel cu expozițiile personale, artistul participă periodic și la o serie de expoziții colective. Începe în 1987 la Galeriile de Artă Slatina, după care continuă în diverse locații din țară și Capitală unde are un real succes la public. Îl întâlnim în București la "Sala Dalles" (1988, 1993, 1995), la Galeria "Căminul Artei" (1994, 1997, 2010), în cadrul "Expoziție de icoane" de la "Teatrul de Comedie" (1994, 1996), în 2001 la "Târgul Internațional de Artă Vizuală" și la "Salonul Național Romexpo", în 2010 la "Galeriile de Artă Apolo", iar in 2013 la Accademia di Romania din Roma.
În țară participă la expozițiile colective organizate la "Galeriile de Artă" din Râmnicu Vâlcea (1989), la Muzeul de Artă din Craiova (1994, 1997, 1998, 2000, 2001, 2009), la Muzeul de Artă din Târgoviște (1994), la "Galeria Pro Arte" din Balș (2002), la "Galeria Art Delia" din Slatina (2003), la "Galeriile de Artă" Slatina (2005, 2010), la Biblioteca județeană Slatina (2007, 2008), la Muzeul Municipiului Calafat (2008), la "Sala Artis" a Muzeului Județean Olt (2010), la Galeriile de Artă UAP Alba-Iulia (2012) etc.
Pe lângă acestea expune la Viena, în 1990, și la Paris, în 1999.

## Tabere de creație, șantiere de restaurare
Aflat într-o continuă căutare și dornic să învețe și să se perfecționeze, George Păunescu participă intens la activități de restaurare, paralel cu cele din taberele de creație. Astfel, amprenta sa artistică rămâne, pentru generațiile viitoare, nu numai pe pânze realizate, dar și pe zidurile vechilor lăcașuri de cult românești unde și-a adus contribuția.
În 1980 începe munca la tabăra de sculptură în piatră din Strehareț (Olt) și continuă cu Monumentul Eroilor din Ipotești (Olt) (1984) și, mai apoi, cu șantierul de restaurare a monumentului istoric de secol al XVI-lea din Clocociov (Olt). Urmeaza o serie de șantiere de restaurare la Comenița (Argeș - 1986), Plătărești (Giurgiu - 1992), Lupșa (Alba - 1996), Suceava (1996), Bobicești (Olt - 1998), Zlatna (Alba - 1998), Lainici (Olt - 1999), Morunglav (Olt - 2007), Dobrești (Argeș - 2008, 2009) etc. La acestea se adaugă taberele de pictură de la Vitomirești (Olt) , Bistrița-Năsăud, Râșca (Suceava), Seaca (Olt), Moșteni (Olt), Crivaia (Caraș-Severin), Gărâna (Caraș-Severin), Dobrețu (Olt), Călimănești (Vâlcea) etc.
Printre lucrările cu o importanță deosebită în munca sa se numără și icoana de la Mănăstirea Putna, realizată cu prilejul canonizării Domnitorului Ștefan cel Mare (1992).

## Călătorii de documentare
De-a lungul anilor, Păunescu face mai multe călătorii de documentare pentru proiectele pe care le realizează. Vizitează, astfel, țări precum Spania, Italia, Franța, Germania, Austria, Ungaria, Rusia, Ucraina, Republica Moldova, Serbia, Slovenia, Bulgaria, Canada etc.
În drumurile sale întâlnește oameni deosebiți, ia contactul cu o varietate de obiceiuri locale și reușește să viziteze numeroase locuri pline de istorie. Vede orașe renumite precum Parisul, Roma, Veneția, Florența, Viena, Moscova, Munchen sau Barcelona care-și vor lăsa amprenta pe multe dintre lucrările sale. Admiră picturi impresionante ale marilor maeștrii ale artei universale în muzeele și galeriile din orașele vizitate. 
Într-un final, experiențele trăite în toate aceste călătorii îl fac să înțeleagă mai bine tradițiile și obiceiurile oamenilor, relațiile interumane atât cele dintre generații, cât și cele familiale. Contactul cu alte culturi îl ajută la o mai  rapidă maturizare, ceea ce se poate vedea și în evoluția sa artistică.

## Premii
În 1995 primește "Diploma de Onoare" din partea orașului Roman (Neamț), iar doi ani mai târziu îi este înmânat "Premiul pentru Tineret" de către Muzeul de Artă Craiova. 
Începând cu anul 2000 începe să primească o serie de distincții, precum: "Diploma de Onoare pentru contribuția excepțională în dezvoltarea culturii în județul Olt", "Diploma de Onoare a Muzeului Județean Olt", "Diploma de excelență în semn de prețuire pentru întreaga activitate" oferită de Consiliul Local Bobicești, "Diploma de merit" oferită de Primăria Municipiului Slatina.
În 2005 primește prima recunoaștere internațională - "Paleta de cristal" - acordată de Primăria localității Reit im Winkl din Germania, oraș care îi va oferii, trei ani mai tîrziu, și "Premiul Europa Kunstlerpreis".